# Afzelia africana
Afzelia africana (tiếng Anh thường gọi là Afzelia) là một loài cây thuộc họ Fabaceae. Loài này có ở Bénin, Burkina Faso, Cameroon, Cộng hòa Trung Phi, Tchad, Cộng hòa Congo, Cộng hòa Dân chủ Congo, Bờ Biển Ngà, Ghana, Guinea, Guinea-Bissau, Mali, Niger, Nigeria, Senegal, Sierra Leone, Sudan, Togo, và Uganda.
Cây trưởng thành cao khoảng 10 đến 20 mét.
Chúng có gỗ có giá trị, vỏ cây làm thuốc và lá giàu ni tơ tốt cho đất.

## Hình ảnh

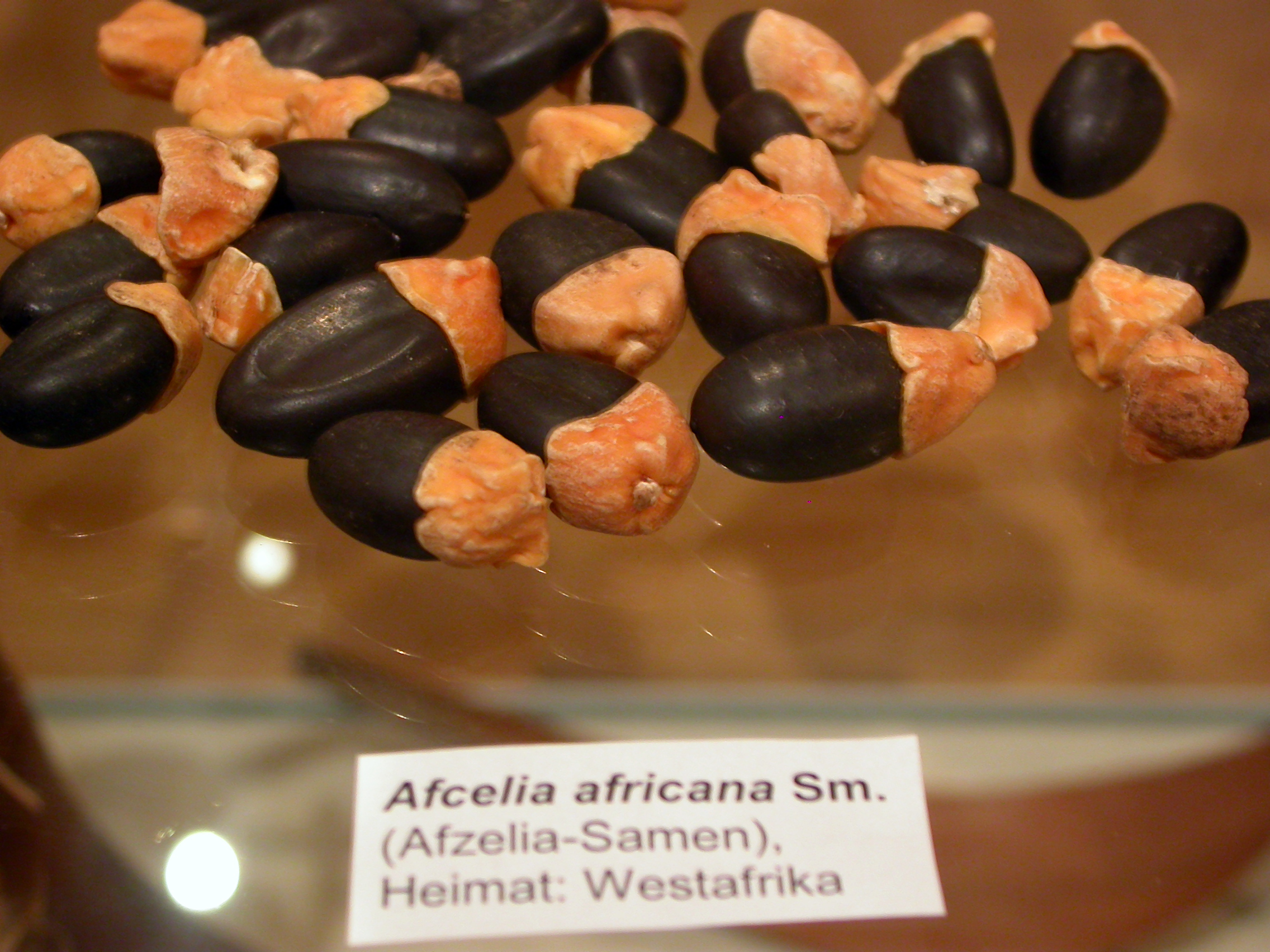
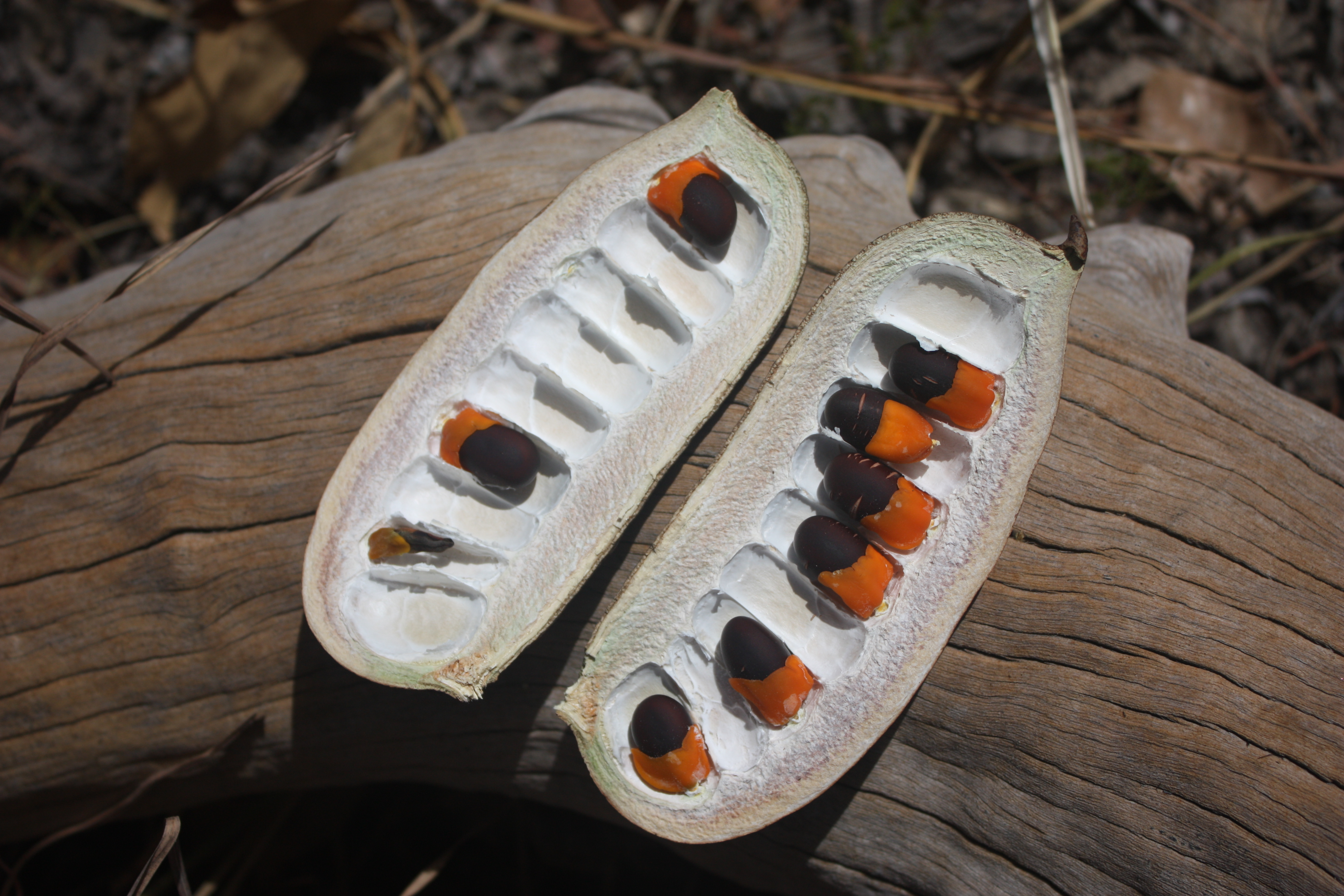
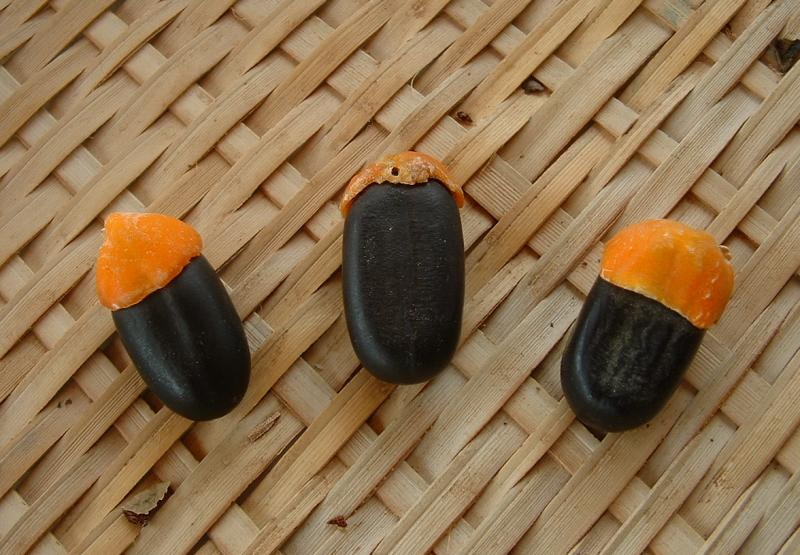